# いいじゃありませんか
「いいじゃありませんか」は、1982年4月21日に発売された三橋美智也のシングル。

## 解説
- A面・B面共に、フジテレビ系テレビアニメ「おじゃまんが山田くん」の主題歌。キングレコードのアニメや特撮音楽を主に取り扱うレーベル・スターチャイルドから発売された唯一のシングル。
- キングレコードのメインレーベルから同年発売されたアルバム「ふるさと絶唱」にも収録された。

## 収録曲
- 両楽曲共に、作詞：望田市郎／作曲・編曲:川口真

1. いいじゃありませんか（3分21秒）
2. みんな達者でね（3分29秒）

## 収録作品
- ふるさと絶唱（1982年／K28A-269）
- 歌こそ我が生命（1991年／KICX-6021〜40）